# Kommissar für Fischerei und maritime Angelegenheiten
Der Kommissar für Fischerei und maritime Angelegenheiten (auch Kommissar für Ozeane) ist ein Mitglied der Europäischen Kommission. Das Ressort wurde nach der EU-Erweiterung 2004 aus dem Ressort für Landwirtschaft, ländliche Entwicklung und Fischerei ausgegliedert.

## Bisherige Amtsinhaber
| Kommissar              | Amtszeit  | Staat        | nationale Partei | europäische Partei / politische Richtung | sonstige Aufgaben                     |
| ---------------------- | --------- | ------------ | ---------------- | ---------------------------------------- | ------------------------------------- |
| Costas Kadis           | seit 2024 | Zypern       | parteilos        | EVP                                      |                                       |
| Virginijus Sinkevičius | 2019–2024 | Litauen      | LVŽS             | parteilos                                | Umwelt                                |
| Karmenu Vella          | 2014–2019 | Malta        | PL               | SPE                                      | Umwelt                                |
| Maria Damanaki         | 2010–2014 | Griechenland | PASOK            | SPE                                      |                                       |
| Joseph Borġ            | 2004–2010 | Malta        | PN               | EVP                                      |                                       |
| Franz Fischler         | 1999–2004 | Österreich   | ÖVP              | EVP                                      | Landwirtschaft, ländliche Entwicklung |
| Emma Bonino            | 1995–1999 | Italien      | PR               | radikalliberal                           | Verbraucherschutz, ECHO               |
| René Steichen          | 1993–1995 | Luxemburg    | CSV              | EVP                                      | Landwirtschaft                        |
| Manuel Marín           | 1989–1993 | Spanien      | PSOE             | SPE                                      | Zusammenarbeit, Entwicklung           |
| Frans Andriessen       | 1985–1989 | Niederlande  | CDA              | EVP                                      | Landwirtschaft                        |
| Finn Olav Gundelach    | 1977–1985 | Dänemark     | parteilos        | parteilos                                | Landwirtschaft                        |